# Thám hiểm Terra Nova

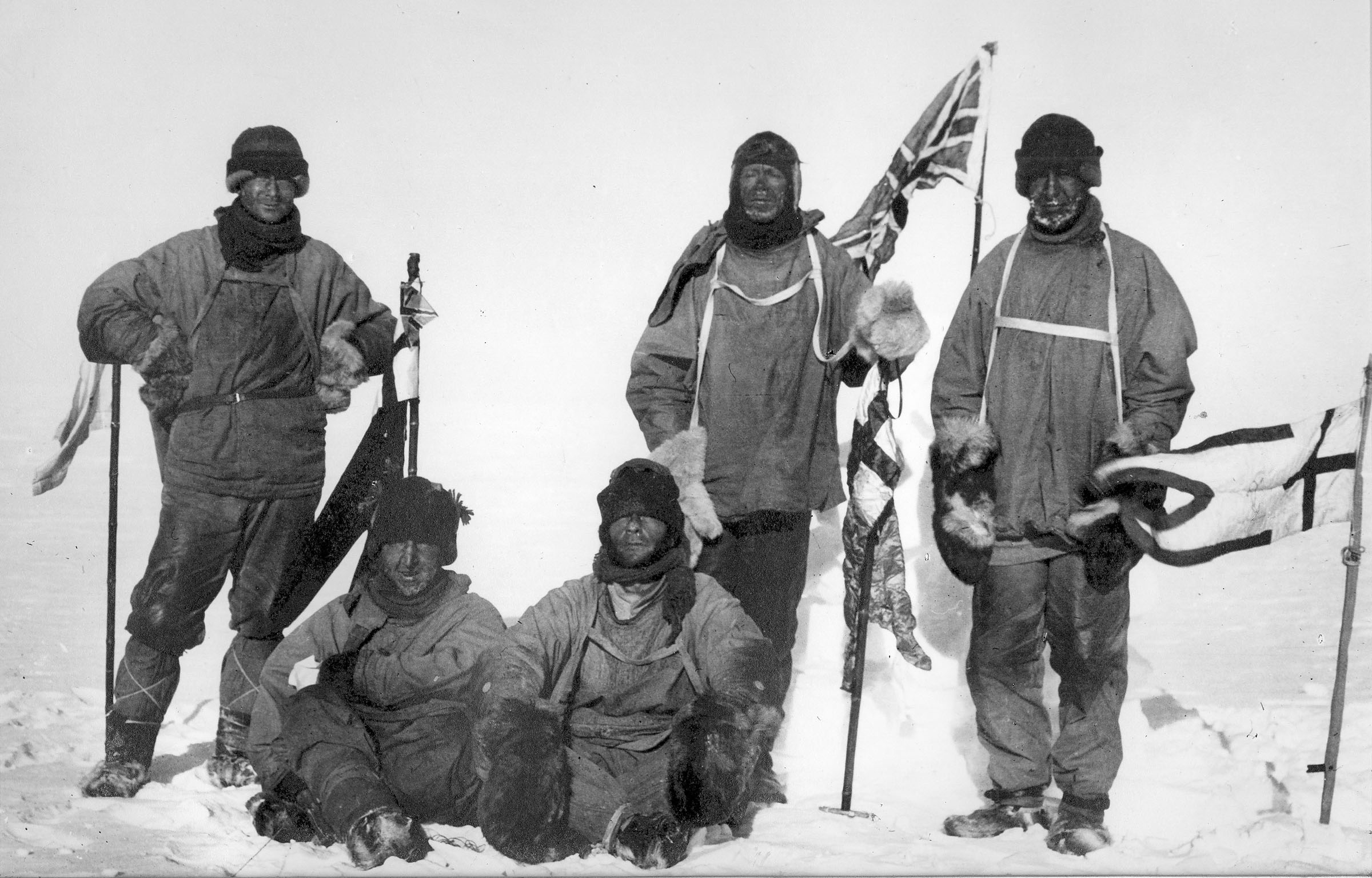
Nhóm của Scott tại Nam Cực, 18 tháng 1 năm 1912. L to R: (đứng) Wilson, Scott, Oates; (ngồi) Bowers, Edgar Evans

Cuộc thám hiểm Terra Nova, chính thức Cuộc thám hiểm Nam Cực của Anh, là một chuyến thám hiểm đến Nam Cực diễn ra từ năm 1910 đến năm 1913. Nó được thực hiện dưới sự chỉ huy của Robert Falcon Scott và có các mục tiêu khoa học và địa lý khác nhau. Scott muốn tiếp tục công việc khoa học mà ông bắt đầu khi dẫn dắt Thám hiểm Khám phá tới châu Nam Cực năm 1901-04. Ông cũng muốn trở thành người đầu tiên tiếp cận Nam Cực. Ông và bốn người bạn đồng hành đã đạt được cực vào ngày 17 tháng 1 năm 1912, khi họ tìm thấy đội Na Uy do Roald Amundsen chỉ huy trước 34 ngày. Cả nhóm của Scott qua đời trên hành trình trở về từ cực; Một số cơ thể, tạp chí và ảnh của họ đã được tìm kiếm bởi một nhóm tìm kiếm tám tháng sau đó.
Cuộc thám hiểm được đặt tên theo con tàu cung cấp là một liên doanh tư nhân, được tài trợ bởi các khoản đóng góp của công chúng được tăng thêm bởi khoản trợ cấp của chính phủ. Nó đã được tiếp tục ủng hộ từ Admiralty, đã cho ra mắt những thủy thủ giàu kinh nghiệm đến cuộc thám hiểm, và từ Hiệp hội Địa lý Hoàng gia. Nhóm các nhà khoa học thám hiểm đã thực hiện một chương trình khoa học toàn diện, trong khi các nhóm khác đã khám phá Victoria Land và Western Mountains. Một nỗ lực đổ bộ và thăm dò King Edward VII Land đã không thành công. Một chuyến đi đến Cape Crozier vào tháng 6 và tháng 7 năm 1911 là chuyến đi kéo dài đầu tiên vào cuối mùa đông Nam Cực.
Trong nhiều năm sau cái chết của ông, tình trạng của Scott như một anh hùng bi kịch đã không bị cản trở, và vài câu hỏi được hỏi về nguyên nhân của thảm hoạ đã vượt qua đảng cực trị của ông. Trong quý cuối cùng của thế kỷ 20 cuộc thám hiểm đã được kiểm soát chặt chẽ hơn, và nhiều quan điểm phê bình đã được thể hiện về tổ chức và quản lý của nó. Mức độ trách nhiệm cá nhân của Scott, và gần đây hơn, là sự khinh miệt của một số thành viên thám hiểm, vẫn còn gây tranh cãi.

## Sách tham khảo
- Barczewski, Stephanie (2007). Antarctic Destinies: Scott, Shackleton and the changing face of heroism. London: Hambledon Continuum. ISBN 978-1-84725-192-3.
- Cherry-Garrard, Apsley (1970) [1922]. The Worst Journey in the World. London: Penguin Books. ISBN 978-0-14-009501-2. OCLC 16589938.
- Crane, David (2005). Scott of the Antarctic: A Life of Courage, and Tragedy in the Extreme South. London: HarperCollins. ISBN 978-0-00-715068-7. OCLC 60793758.
- Evans, Edward R.G.R. (1949). South with Scott. London: Collins.
- Fiennes, Ranulph (2003). Captain Scott. Hodder & Stoughton Ltd. ISBN 978-0-340-82697-3.
- Huntford, Roland (1985). The Last Place on Earth. London: Pan Books. ISBN 978-0-330-28816-3.
- Huxley, Elspeth (1977). Scott of the Antarctic. London: Weidenfeld & Nicolson. ISBN 978-0-297-77433-4.
- Huxley, Leonard, biên tập (1913). Scott's Last Expedition, Volume I: Being the Journals of Captain R.F. Scott, R.N., C.V.O. London: Smith, Elder & Co. OCLC 1522514.
- Huxley, Leonard, biên tập (1913). Scott's Last Expedition, Volume II: Being the reports of the journeys and the scientific work undertaken by Dr. E.A. Wilson and the surviving members of the expedition. London: Smith, Elder & Co. OCLC 1522514.
- Limb, Sue; Cordingley, Patrick (1982). Captain Oates, Soldier and Explorer. London: B.T. Batsford. ISBN 978-0-7134-2693-9.
- May, Karen (tháng 1 năm 2013). "Could Captain Scott have been saved? Revisiting Scott's last expedition". Polar Record. Quyển 49 số 1. tr. 72–90. doi:10.1017/S0032247411000751. Truy cập ngày 6 tháng 7 năm 2014.
- Preston, Diana (1999). A First Rate Tragedy: Captain Scott's Antarctic Expeditions . London: Constable. ISBN 978-0-09-479530-3. OCLC 59395617.
- Riffenburgh, Beau (2005). Nimrod. London: Bloomsbury Publishing. ISBN 978-0-7475-7253-4.
- Seaver, George (1933). Edward Wilson of the Antarctic. London: John Murray.
- Shackleton, Ernest (1911). The Heart of the Antarctic. London: William Heinemann.
- Savours, Anne (2011). "Wilson, Edward Adrian". Oxford Dictionary of National Biography online edition. Oxford University Press. Truy cập ngày 8 tháng 5 năm 2015.
- Solomon, Susan (2001). The Coldest March: Scott's Fatal Antarctic Expedition. New Haven (US): Yale University Press. ISBN 978-0-300-09921-8.
- "Purchasing Power of British Pounds from 1264 to Present". MeasuringWorth. Truy cập ngày 12 tháng 10 năm 2011.